# У жару освете
У жару освете (енгл. Man on Fire) је филм из 2004. који је режирао Тони Скот, а у главним улогама су: Дензел Вошингтон, Дакота Фанинг, Кристофер Вокен, Рада Мичел, Ђанкарло Ђанини и Мики Рорк.

## Радња
Радња филма смештена је у Мексико 2003. године. Велики бизнисмен Семјуел Рамос (Марк Ентони) страхује за своју деветогодишњу ћерку Питу (Дакота Фанинг). Ради заштите ангажује бившег обавештајног официра УСМЦ, каснијег борца ЦИА СОГ Џона Кризија (Дензел Вашингтон) као телохранитеља. Џон преузима посао, али је и сам у тешкој емоционалној кризи и размишља о самоубиству. Познанство са девојком, које прераста у топло пријатељство, поново буди његово интересовање за живот.
После музичког часа, на Пити је организована пљачка са циљем отмице. Џон је дао битку са злочинцима и убио четворицу, али је и сам био рањен. Злочинци су девојку одвели са собом. Родитељи девојчице траже откуп од 10 милиона долара, међутим, када је откупнина предата, нешто је пошло по злу и избила је пуцњава, што је довело до распада уговора. Киднапер обавештава Питане родитеље да је девојчица убијена. Уз помоћ свог пријатеља Пола Рејборна (Кристофер Вокен), бивши телохранитељ бежи из болнице пре него што се потпуно опорави. Џон се куне Питиној мајци, Лизи Рамос (Рада Мичел), да ће се осветити и убити све умешане у отмицу.
Прво, Џон одлази код извршилаца отмице. Под мучењем, извођач издаје организатора. Крећући се уз ланац, Џон сазнаје да је киднаповање организовао девојчицин отац. Откупнина од 10 милиона долара није припадала њему, али Семјуел је био на путу да изведе превару, услед које је требало да добије половину износа. Приликом преноса новца убијен је рођак једног од киднапера, а планови су се пореметили. Џон препоручује Самјуилу да изврши самоубиство, што он и чини.
Доводећи свој план освете до краја, Џон одлази код двојице непосредних вођа операције отмице - браће Данијела и Ауерелија Санчеза. Џон иде прво до Аурелија, а преко њега до Данијела, који јавља да је девојка заправо жива. Спреман је да замени девојку за Џона и његовог брата. Тешко рањени Џон последњим снагама врши размену и враћа Пит њеној мајци. Затим се предаје криминалцима и умире док су га превозили аутомобилом.
Последња сцена је убиство Данијела Санчеза од стране службеника обезбеђења Мексико Ситија Мигела Манзана (Ђанкарло Ђанини) током његовог хапшења.

## Улоге
| Глумац           | Улога                     |
| ---------------- | ------------------------- |
| Дензел Вошингтон | Џон В. Кризи              |
| Марк Ентони      | Самјуел Рамос             |
| Дакота Фанинг    | Лупита Мартин Рамоп       |
| Ђанкарло Ђанини  | Мигел Манцано             |
| Рада Мичел       | Лиза Мартин Рамос         |
| Хесус Очоа       | Виктор Фуентес            |
| Роберто Соса     | Данијел Росас Санчез/Глас |
| Норма Пабло      | Реина Росас Санчез        |
| Анхелина Пелаез  | сестра Ана                |
| Мики Рорк        | Џордан Калфус             |
| Рејчел Тикотин   | Маријана Гарсија Гереро   |
| Кристофер Вокен  | Пол Рејберн               |
| Марио Сарагоса   | Хорхе Рамирез             |
| Херо Камило      | Аурелио Росас Санчес      |

## Зарада
- Зарада у САД - 77.911.774 $
- Зарада у иностранству - 52.381.940 $
- Зарада у свету - 130.293.714 $